# Texterra
TexTerra — российское брендформанс-агентство, основанное в 2007 году в городе Орехово-Зуево. Компания специализируется на комплексном продвижении бизнеса в интернете: контент- и брендформанс-маркетинг, SEO, разработка сайтов, UX/UI-исследования, SMM.  
Генеральный директор — Юлия Блынская. Основатель — российский предприниматель и эксперт по интернет-маркетингу Денис Савельев.

## История
TexTerra была основана 6 ноября 2007 года Денисом Савельевым, выпускником Литературного института им. Горького. До создания агентства он работал копирайтером и интернет-маркетологом в нескольких коммерческих компаниях.
В 2010 году открылся первый офис агентства, были сформированы первые внутренние отделы. С 2013 по 2018 годы TexTerra развивала новые направления — дизайн, backend- и frontend-разработку, видеопродакшн, SMM. В 2018 году компания запустила онлайн-университет TeachLine и открыла креативное пространство OZ HUB.
В 2019 году TexTerra стала организатором кластера «Стачка» и провела конференцию «Бизнес-Стачка» в городе Орехово-Зуево.
В 2022 году сайт компании, согласно внутренней аналитике, достиг посещаемости около 1,8 млн пользователей в месяц. В 2018 году вышла книга компании «100+ хаков для интернет-маркетологов», в 2023 — «487 хаков для интернет-маркетолога».

## Деятельность
TexTerra предлагает комплексные digital-решения:
- SEO-продвижение;
- контент-маркетинг;
- brandformance- и performance-маркетинг;
- SMM;
- CRM-маркетинг;
- разработка сайтов и графического дизайна;
- UX/UI-исследования.

Компания аккредитована Министерством цифрового развития, связи и массовых коммуникаций РФ в качестве IT-компании. География деятельности охватывает всю Россию. Штат — около 40 человек.
TexTerra — организатор культурных и образовательных проектов:
- онлайн-университета TeachLine;
- креативного пространства OZ HUB;
- фестиваля уличного искусства «ОзФест»;
- концертной площадки Morozoff-Hall.

## Признание
- 1-е место в рейтинге RUWARD в категории «Контент-маркетинг в digital-среде» (2021).
- 1-е место в топе интернет-проектов России по версии Яндекс Радар (2020).
- Упоминание в ESG-индексе РБК (III уровень устойчивости, 2024).
- Присутствие в рейтингах SEO- и SMM-агентств по версии Seonews, Likeni и RUWARD (2020–2024).